# Risholmen, Borgå
Risholmen är en ö i Finland. Den ligger i Finska viken och i kommunen Borgå i landskapet Nyland, i den södra delen av landet. Ön ligger omkring 41 kilometer öster om Helsingfors.
Öns area är 4,6 hektar och dess största längd är 340 meter i nord-sydlig riktning.